# 레카 (배우)
레카(힌디어: रेखा, 영어: Rekha, 1954년 10월 10일 ~ )는 인도의 배우, 정치인이다.

## 이력
1973년 연극배우 첫 데뷔한 그녀는 2010년 파드마 시리 서훈자이며, 1981년 내셔널 필름 어워드 여우주연상, 필름페어상 여우주연상 2회(1980년, 1988년) 수상자이다.

## 같이 보기
- 인도 영화 배우 목록